# Velis Electro
Velis Electro — электрический лёгкий самолёт, разработанный и произведенный словенской компанией Pipistrel. В июне 2020 года самолёт прошел полностью электрический сертификат EASA CS-LSA и предназначен в первую очередь для использования в качестве учебно-тренировочного самолёт. Это первый сертифицированный электрический самолёт, который поставляется полностью готовым к эксплуатации.

## История и конструкция

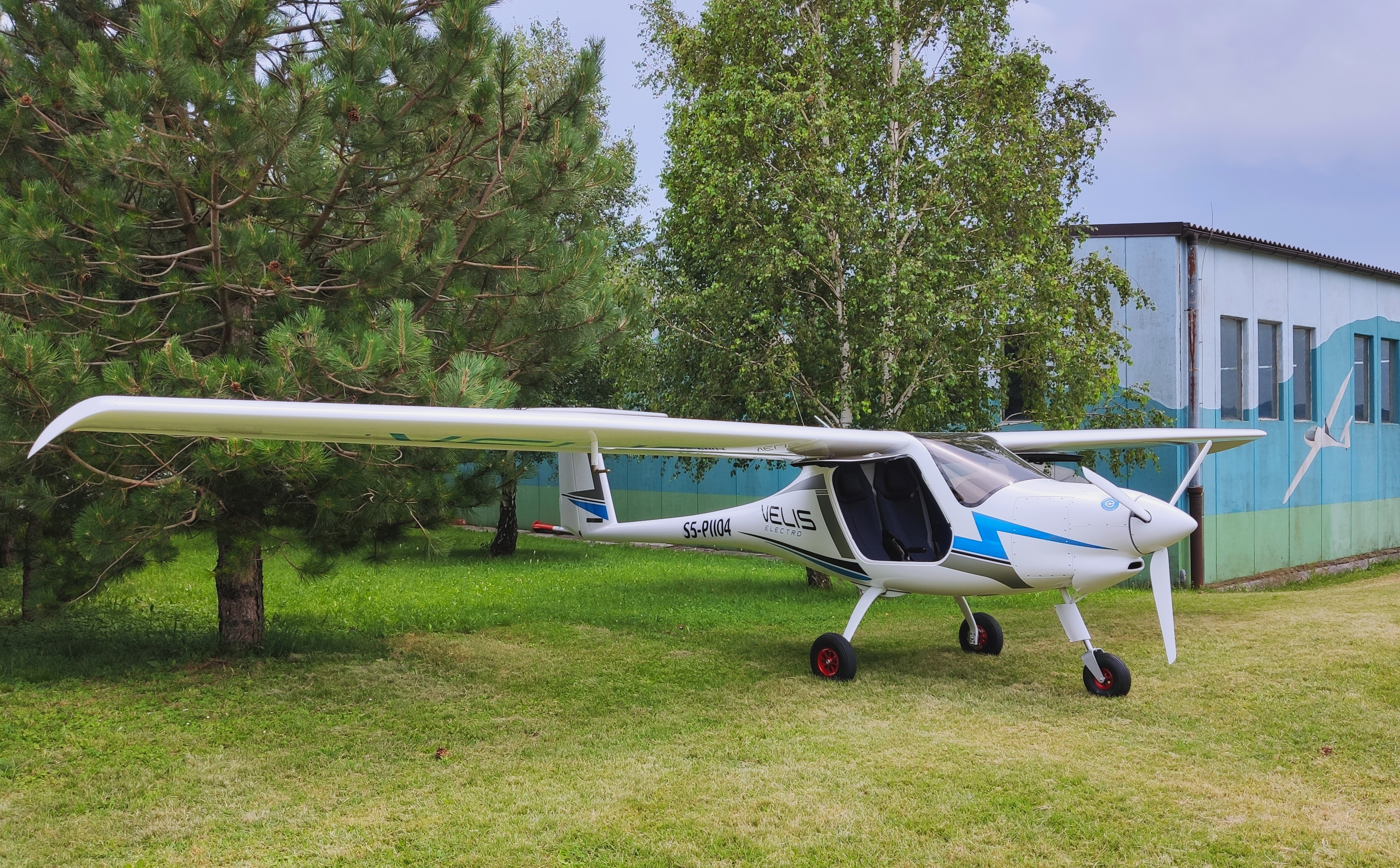
Velis Electro в аэропорту города Айдовшчина (Словения)

Самолёт создан на базе планера Pipistrel Virus и оснащен свободнонесущим высокорасположенным крылом с двухместной кабиной, доступ к которой осуществляется через двери. Он имеет фиксированное трёхопорное шасси и один электродвигатель в тракторной конфигурации.
Конструкция получила сертификат Агентства по авиационной безопасности Европейского союза (EASA) на дневные визуальные полёты 10 июня 2020 года после периода сертификации чуть менее трёх лет.
Планер преимущественно изготовлен из композитных материалов.
Единственной одобренной силовой установкой является электродвигатель Pipistrel E-811 с жидкостным охлаждением, мощностью 77 л.с.  в течение 90 секунд для взлёта и 66 л.с. для непрерывной работы. Двигатель был разработан совместно со словенскими инжиниринговыми компаниями Emrax и Emsiso и питается от двух литиевых батарей Pipistrel PB345V124E-L с жидкостным охлаждением, 345 В постоянного тока, 11,0 кВт · ч, соединенных параллельно. Одна батарея установлена в носу, а другая — за кабиной для балансировки. Для перезарядки с 30% до 100% требуется 2 часа. Радиатор установлен в носовой части. Имеет встроенную систему непрерывного мониторинга состояния систем самолета.
E-811 — первый сертифицированный электродвигатель для летательного аппарата, который был сертифицирован EASA 18 мая 2020 года.
Velis Electro имеет максимальный уровень шума 60 дБ.
Самолёт имеет пустую массу 428 кг и полную массу 600 кг, что дает полезную нагрузку 172 кг.
Самолёт находится в производстве, и производитель сообщил, что намерен поставить 31 экземпляр в течение 2020 года. Первый самолёт был доставлен 16 июля 2020 года заказчику в Швейцарии.  В январе 2021 года Pipistrel объявила о заказе 50 Velis Electro у французской компании Green Aerolease. Самолёт будет сдан в аренду французским лётным школам в сотрудничестве с FFA.

## Эксплуатация
В августе и сентябре 2020 года группа швейцарских энтузиастов электромобильности при поддержке производителя совершила на Velis Electro серию полетов, которые должны быть признаны мировыми рекордами. Рекорды были заявлены по самому низкому энергопотреблению (22,76 кВтч / 100 км), максимальной средней скорости на маршруте 100 км (136 км/ч) и 700 км (125 км/ч), самому длинному маршруту с электрическим полётом за 24 часа (327 км), 48 часов (608 км) и 56 часов (839 км).
ВВС Дании в рамках кампании по снижению выбросов углекислых газов приобрели два электрических самолета Velis Electro для тренировки пилотов.

## Технические характеристики

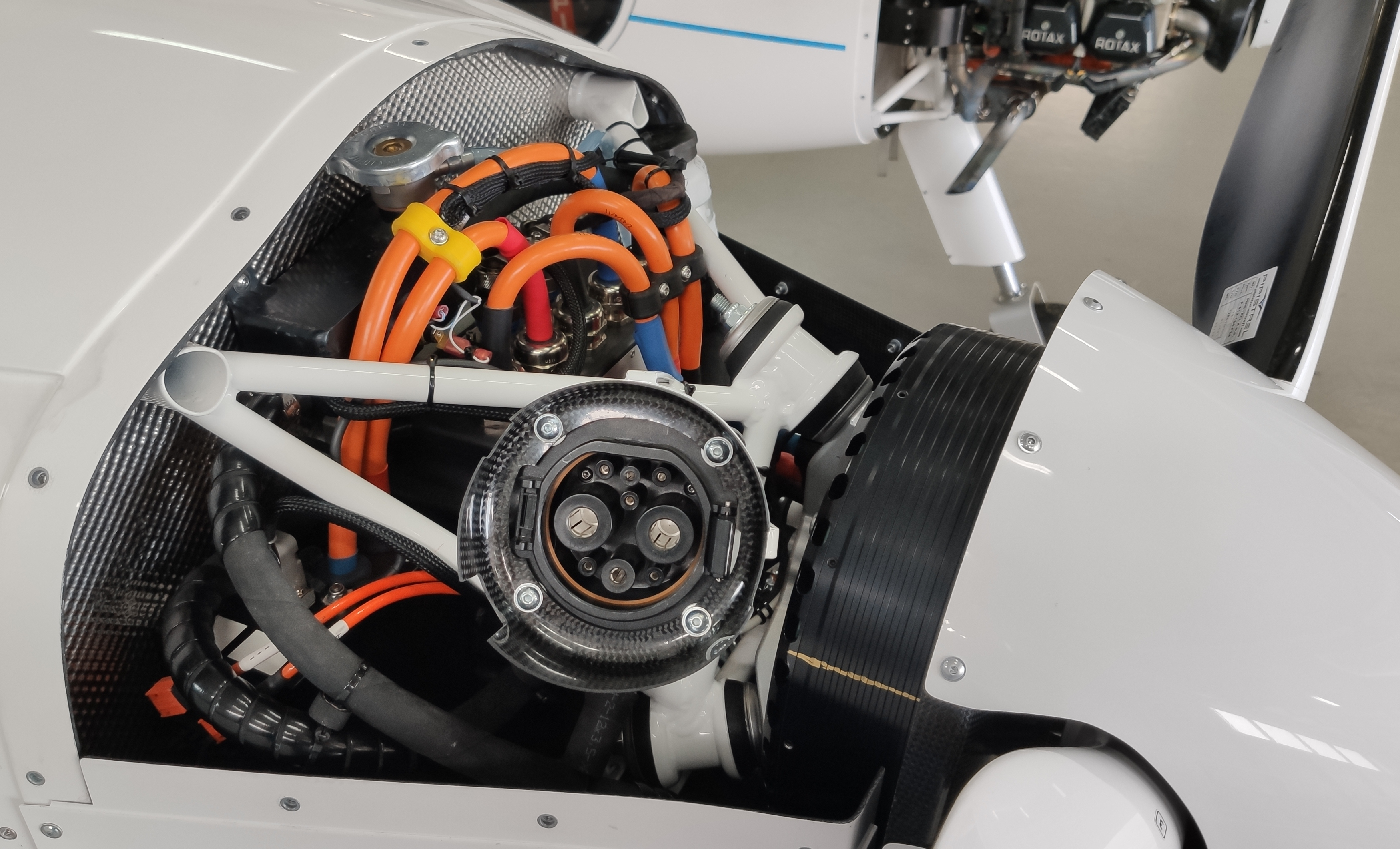
Электродвигатель Bat E-811

Данные AVweb, Flight Global, EASA и производителя:

### Общие характеристики
- Экипаж: один
- Вместимость: один пассажир
- Длина: 6,47 м
- Размах: 10,71 м
- Высота: 2,08 м
- Площадь крыла: 9,51 кв. м
- Вес пустого: 428 кг
- Полная масса: 600 кг
- Силовая установка: 1 × электрический авиационный двигатель Pipistrel E-811-268MVLC c жидкостным охлаждением, приводимый в действие двумя  Pipistrel PB345V124E-L 345 В постоянного тока, 11,0 кВт- ч литиевых батарей, включенных параллельно, 57,6 кВт (77,2 л.с.)

### Лётные характеристики
- Максимальная скорость: 181 км/ч
- Крейсерская скорость: 170 км/ч
- Скорость сваливания: 83 км/ч
- Максимальное время полета: 50 минут, плюс резерв по ПВП.
- Практический потолок: 3700 м

### Авионика
- Pipistrel EPSI 570C 144 mm (5.7 inch) LCD cockpit display